# رافاييل غوميز دي أوليفيرا
رافاييل غوميز دي أوليفيرا هو لاعب كرة قدم برازيلي في مركز الوسط، ولد في 26 أبريل 1990 في ساو باولو في البرازيل. لعب مع نادي هيريديانو.